# Григорьев, Тимофей Григорьевич
Тимофе́й Григо́рьевич Григо́рьев (29 декабря 1908, Пайгишево, Царевококшайский уезд, Казанская губерния, Российская империя ― 6 сентября 1989, Йошкар-Ола, Марий Эл, Россия) ― марийский советский актёр театра, режиссёр. Один из ярких представителей первого поколения профессиональных марийских актёров. Председатель Mapийского отделения Всесоюзного театрального общества. Заслуженный артист РСФСР (1959), народный артист Марийской АССР (1949). Участник Великой Отечественной войны. Член КПСС с 1952 года.

## Биография
Родился 29 декабря 1908 года в дер. Пайгишево ныне Медведевского района Марий Эл в крестьянской семье. В 1919 году окончил Пайгишевскую церковно-приходскую школу I ступени. В том же году от тифа умерла его мать, в 1921 году — отец. До 1928 года  жил в родном селе, был комсомольским активистом и участником художественной самодеятельности.
В 1928 году по рекомендации комсомольской ячейки приехал в Йошкар-Олу поступать в Марийскую студию музыкально-драматического искусства. По окончании учёбы в 1929 году в числе первых выпускников студии был зачислен в труппу Марийского государственного театра, в котором впоследствии проработал 40 лет.
В апреле 1932 года был призван в Красную Армию: курсант полковой школы в Арзамасе, рядовой. В январе 1933 года вновь вернулся на работу в Маргостеатр.
В сентябре 1941 года снова призван в РККА. Участник Великой Отечественной войны: помкомвзвода стрелкового полка, старший сержант. Воевал на Волховском фронте. В апреле 1942 года был ранен. В июне 1943 года в связи с приказом Наркома обороны СССР был демобилизован как деятель национального искусства. Награждён орденом Отечественной войны II степени (1985) и медалями.
После демобилизации вернулся в Йошкар-Олу, где продолжил работу в Маргостеатре. В 1966 году вышел на заслуженный отдых.
Активно участвовал в общественной жизни Марийской республики: член КПСС с 1952 года, в 1963—1967 годах избирался депутатом Верховного Совета Марийской АССР VI созыва. Также являлся членом Президиума обкома профсоюзов работников культуры, возглавлял Марийское отделение Всесоюзного театрального общества.
Скончался 6 сентября 1989 года в Йошкар-Оле после тяжёлой и продолжительной болезни. Похоронен на Туруновском кладбище Йошкар-Олы.

## Актёрская карьера
В 1929 году первой его работой в Маргостеатре стала роль урядника в спектакле режиссёра Н. Календера по пьесе С. Чавайна «Кугуяр». Актёрское амплуа определила роль кулака Петра Самсонова в первой постановке драмы С. Чавайна «Мӱкш отар» («Пасека», 1928). В июле 1930 года как актёр, исполняющий роли в спектаклях «Пасека» и «Илыше вӱд» («Живая вода», 1929) по пьесам С. Чавайна, выезжал в Москву на I Всесоюзную олимпиаду театров и искусств народов СССР.
Большое влияние на творческую личность артиста оказали С. Г. Чавайн и М. Шкетан. Школу профессионального мастерства прошёл в спектаклях режиссёра Н. Д. Станиславского, сыграв роли Кудряша (А. Островский «Кӱдырчан йӱр» / «Гроза», 1934), Яичницы (Н. Гоголь «Ӱдырым налмаш» / «Женитьба», 1935), Береста (А. Корнейчук «Платон Кречет», 1935), Паймыра (С. Чавайн «Акпатыр», 1935), Очерета (В. Гусев «Чап» / «Слава», 1936), Хромого Ониси (С. Чавайн «Окса тул» / «Клад», 1936). Одной из любимых ролей актёра была роль Сатина в пьесе М. Горького «На дне» («Пундаште», 1941). 21 июня 1941 года в премьерном спектакле по драме С. Николаева «Лейтенант Огнёв» сыграл роль Мишки Кузнецова.
Также ему довелось играть в спектаклях режиссёра А. Маюк-Егорова: председателя сельсовета Яшметова (М. Шкетан «Шурно» / «Урожай», 1933), Вишневского (А. Островский «Доходан вер» / «Доходное место», 1936), помещика Троекурова (А. Пушкин «Дубровский», 1937), купца Восмибратова (А. Островский «Чодыра» / «Лес», 1937). В 1938 году он стал первым исполнителем роли хозяина мельницы Ози Кузи в музыкальной комедии С. Николаева «Салика». За 30 лет работы в театре около 500  раз выходил на сцену в этой роли. В 1957 году на Всесоюзном фестивале драматических театров, ансамблей и хоров к 40-летию Октябрьской революции за исполнение роли Ози Кузи был удостоен Диплома II степени.
В довоенные годы сыграл ряд ролей классического репертуара: учитель философии (Мольер «Мещанин дворянствыште» / «Мещанин во дворянстве», 1938),  Президент (Ф. Шиллер «Йӧратымаш да осал чоялык» / «Коварство и любовь», 1938), Бессеменов (М. Горький «Мещан-влак» / «Мещане», 1940) и др.
По возвращении домой с фронта первыми крупными работами стали роли Ур Тоймета в драме Н. Арбана «Янлык Пасет» («Чёрный Волк», 1944) и Казмира в драме И. Смирнова «Асан ден Кансыл» («Асан и Кансыл», 1944).
Сыграл ряд разноплановых ролей в спектаклях классического репертуара: Мороз («Лумӱдыр» / «Снегурочка», 1946), Дудукин («Титакдыме титакан-влак» / «Без вины виноватые», 1948), Дикой («Кӱдырчан йӱр» / «Гроза», 1955) — по пьесам А. Островского; Герцог («Йоҥылыш комедий» / «Комедия ошибок», 1949), Лоренцо («Ромео и Джульетта», 1951), Антонио («Веронысо кок рвезе» / «Два веронца», 1963) — В. Шекспира и другие.
Известны его роли в пьесах марийских драматургов: М. Шкетана: Оврем («Кодшо румбык» / «Муть прошлого», 1949), Савлий («Ачийжат-авийжат!..» / Эх, родители!.., 1952) и др.; С. Чавайна: Токтанай («Акпатыр», 1956), Менгылбаев («Марий рото» / «Марийская рота», 1957) и др.; С. Николаева: Атавай и Озамбай («Айвика», 1948 и 1962), Воронцов («Мланде пеледеш» / «Земля расцветает», 1951), Онис кугыза («У саска» / «Новые плоды», 1963) и др.; Н. Арбана: Куганов («У муро» / «Новая песня», 1953), Илья Шумелёв («Кеҥеж йӱд» / «Летняя ночь», 1957), Остап («Эртыше ӱмыл» / «Тени прошлого», 1956), Тукманов («Тулар ден тулаче» / «Сват и сваха», 1958) и др.; А. Волкова: Капканов («Шочмо ялыште» / «В родном селе», 1949), Кирилл Соловьёв («Илыш ӱжеш» / «Жизнь зовёт», 1950) и другие.
За время работы в марийском театре сыграл более 200 ролей, создав на сцене характеры как комедийного, так и драматического плана.
Проявил себя и как режиссёр, поставив спектакли «Кодшо румбык» («Муть прошлого», 1949) и «Мыскара пьеса-шамыч» («Комедии», 1949) по произведениям М. Шкетана.
В 1959 году ему присвоено почётное звание «Заслуженный артист РСФСР», а в 1949 году — звание «Народный артист Марийской АССР». Также награждён медалями «За доблестный труд в Великой Отечественной войне 1941—1945 гг.» и «За трудовое отличие». Награждался Почётными грамотами Президиума Верховного Совета Марийской АССР (трижды) и Министерства культуры Марийской АССР.

## Основные роли
Далее представлен список основных ролей Т. Г. Григорьева:
- Кулак Пётр («Пасека», С. Чавайн)
- Отец Савлий, Оврем («Эх, родители», «Остаток мути», М. Шкетан)
- Ози Кузи («Салика», С. Николаев)
- Мишка Кузнецов («Лейтенант Огнёв», С. Николаев)
- Куганов, Ур Тоймет («Новые песни», «Чёрный волк», Н. Арбан)
- Соловьёв («Ксения», А. Волков)
- Охотник, Акполдо («Асан и Кансыл» И. Смирнов)
- Помещик Троекуров («Дубровский», А. Пушкин)
- Городничий, Кудряш; Дикой, Восьмибратов («Гроза», «Лес», А. Островский)
- Вишневский («Доходное место», А. Островский)
- Мороз («Снегурочка», А. Островский)
- Яичница («Женитьба», Н. Гоголь)
- Сатин; Бессеменов («На дне», «Мещане», М. Горький)
- Кошкин («Любовь Яровая», К. Тренёв)
- Очерет («Слава», В. Гусев)
- Сторожев («Земля», Н. Вирта)
- Берест («Платон Кречет», А. Корнейчук)
- Иван-солдат («Бесталанная», И. Карпенко-Карый)
- Шульга («Молодая гвардия», А. Фадеев)
- Президент («Коварство и любовь», Ф. Шиллер)
- Учитель философии («Мещанин во дворянстве», Мольер)
- Герцог, Лоренцо, Антонио («Комедия ошибок», «Ромео и Джульетта», «Два веронца», У. Шекспир)

## Постановки
Список постановок Т. Г. Григорьева по драматургическим произведениям:
- «Кодшо румбык» («Муть прошлого») М. Шкетана, 1949 г.
- «Мыскара пьеса-шамыч» («Комедии») М. Шкетана, 1949 г.

## Звания и награды
- Заслуженный артист РСФСР (1959)[1][2][4]
- Народный артист Марийской АССР (1949)[1][2][4]
- Заслуженный артист Марийской АССР (1945)[1][2]
- Орден Отечественной войны II степени (06.04.1985)[5]
- Медаль «За победу над Германией в Великой Отечественной войне 1941—1945 гг.»[5]
- Медаль «За доблестный труд в Великой Отечественной войне 1941—1945 гг.»[5]
- Медаль «За трудовое отличие» (1951)[1]
- Почётная грамота Президиума Верховного Совета Марийской АССР (1941, 1944, 1959)[6][7]